# Eric Smidt
Eric L. Smidt, född 1960, är en amerikansk företagsledare som är medgrundare, ägare (100%), styrelseordförande och VD för järnhandelsföretaget Harbor Freight Tools. Dessförinnan var han president för det.
Den amerikanska ekonomitidskriften Forbes rankade Smidt till att vara världens 201:a rikaste med en förmögenhet på 9,2 miljarder amerikanska dollar för den 13 mars 2023.
Han äger megayachten Infinity och tidigare ägt en superyacht med samma namn. Smidt äger också ett stödfartyg med namnet Intrepid som används när han använder alternativt har använt de andra yachter, framförallt när Smidt ägde superyachten eftersom den hade ingen egen helikopterplatta.